# Chato földje
A Chato földje 1972-ben bemutatott brit–amerikai western, rendezője Michael Winner, főszereplői Charles Bronson és Jack Palance.

## Cselekménye
Chato (ejtsd: csátó), aki félig apacs származású, csak egy pohárral akar meginni egy kisváros kocsmájában, a seriff azonban indián származása miatt durván megalázza és életveszélyesen megfenyegeti. Chato figyelmezteti, hogy ne próbálkozzon, a seriff ennek ellenére megpróbálja lelőni. A pisztolycsatában Chato keze a gyorsabb, a seriff meghal. Noha önvédelemből lőtt, Chatónak menekülnie kell.
Egy volt konföderációs katonatiszt csapatot szervez Chato üldözésére a környékben lakó fegyveresekből, farmerekből. Van, aki csak azért megy velük, mert ezt várják tőle, mások bosszút akarnak állni rajta. Az egyik farmer szolgálója egy mexikói, aki ért a nyomolvasáshoz, és követni tudja az indiánt. Körülbelül tizenöt fegyveres indul el. Érdekes momentum, hogy Chato, bár csak néhány óra előnye van üldözői előtt, nem hajszolja a lovát, sohasem siet és hosszasan figyeli üldözői mozgását. Néha szándékosan is hagy nyomokat maga után, például letör egy-egy ágat.
A táj sivatagos, sziklákból vagy homokos talajból áll, a víz ritkaságnak számít, ez nehezíti az üldözők haladását. Chato azonban ismeri a környéket és könnyedén talál vizet. Egy alkalommal éjszaka kiszúrja az üldözők vizestömlőit. Egyszer maga után csalja üldözőit egy domboldalra, akik kénytelenek leszállni a lóról, mert a meredeken gyalog is nehezen tudnak felmenni. Ő azonban visszalovagol és az egyetlen őrszemet lövésekkel elijesztve szétzavarja a tartalék lovaikat.
A csapat útközben feléget egy elhagyott, kezdetleges indián települést.
Chato hazaér feleségéhez és fiához. Fiának egy  csörgőkígyó  lenyúzott bőrét és a csörgőjét adja ajándékba.
Chato ekkor leveszi az addig viselt fekete kalapot, farmernadrágot és inget és helyettük világos színű, bőr ágyékkötőt és hosszú szárú, puha csizmát vesz fel. Egy társával elindulnak, így asszonya újból egyedül marad. Az üldözők ide is eljutnak és először hárman-négyen megerőszakolják az asszonyt, majd meztelenre vetkőztetve kikötözik a ház elé. Bár egész éjjel mindenki fegyverrel őrködik, Chato a lovaik közelében tüzet gyújt és a zűrzavarban kiszabadítja az asszonyt. Chato társát a fegyveresek eltalálják és fejjel lefelé felakasztják, majd tüzet gyújtanak alatta. A volt katona kíméletből egy golyót ereszt belé, amit többen nem vesznek jó néven.
Egyiküknek nagyon fáj a foga az indián asszonyra, ezért másnap hajnalban utánuk indul, Chato azonban megöli és az út mellett közszemlére teszi. Ezen felháborodva még vérszomjasabban üldözik, azonban Chato egyesével végez velük, és viszály is kitör a csapat tagjai között arról, hogy folytassák-e az üldözést, amikor látják, hogy létszámuk erősen fogyatkozik. Van, aki csak megsebesült és szeretne orvosi ellátáshoz jutni ezért visszafordul, őt azonban az egyik vérmes üldöző puskával hátba lövi.
Chato végül majdnem mindenkivel végez (egyikükre egy csörgőkígyót dob), aki addig életben maradt, az utolsó üldözőjét nem öli meg, de annak se lova, se vize nincs, így semmi esélye az életben maradásra.

## Szereposztás
| Színész          | Szerep               | 1. magyar hang       | 2. magyar hang       | 3. magyar hang         |
| ---------------- | -------------------- | -------------------- | -------------------- | ---------------------- |
| Charles Bronson  | Pardon Chato         | Juhász Jácint        | Áron László          | Kiss Csaba             |
| Jack Palance     | Quincey Whitmore     | Szokolay Ottó        | Barbinek Péter       | Bolla Róbert           |
| James Whitmore   | Joshua Everette      | Kéry Gyula           | Uri István           | Garai Róbert           |
| Simon Oakland    | Jubal Hooker         | Szabó Ottó           | Koroknay Géza        | Barbinek Péter         |
| Ralph Waite      | Elias Hooker         | Vogt Károly          | Várkonyi András      | Pálfai Péter           |
| Richard Jordan   | Earl Hooker          | Vándorfi László      | Kapácsy Miklós       | Breyer Zoltán          |
| Victor French    | Martin Hall          | Kránitz Lajos        | Balázsi Gyula        | Tokaji Csaba           |
| Sonia Rangan     | Chato asszonya       | nem szólal meg       | nem szólal meg       | nem szólal meg         |
| William Watson   | Harvey Lansing       | Füzessy Ottó         | Imre István          | Kapácsy Miklós         |
| Roddy McMillan   | Gavin Malechie       | Buss Gyula           | Kránitz Lajos        | Medgyesfalvy Sándor    |
| Paul Young       | Brady Logan          | Csikos Gábor         | Juhász György        | Szőke-Kavinszky András |
| Raúl Castro      | a mexikói felderítő  | nincs magyar szövege | nincs magyar szövege | nincs magyar szövege   |
| Lee Patterson    | George Dunn          | N/A                  | F. Nagy Zoltán       | Szőke-Kavinszky András |
| Roland Brand     | Eli Saunders, seriff | Koroknay Géza        | Csuha Lajos          | N/A                    |
| Peter Dyneley    | Ezra Meade           | Képessy József       | Dobránszky Zoltán    | Seres Lajos            |
| Hugh McDermott   | csapos               | Izsóf Vilmos         | N/A                  |                        |
| Verna Harvey     | Shelby Hooker        | nem szólal meg       | nem szólal meg       | nem szólal meg         |
| Moira Logan      | Sally Adez           | nem szólal meg       | nem szólal meg       | nem szólal meg         |
| Clive Endersby   | Jacob Meade          | Koroknay Géza        | Szokol Péter         | Hanyecz Róbert         |
| Rebecca Wilson   | Edna Malechie        | N/A                  | N/A                  | N/A                    |
| Richard Basehart | Nye Buell            | Verebes Károly       | Cs. Németh Lajos     | Vári Attila            |
| Rudy Ugland      | Will Coop            | N/A                  | N/A                  | Szotyori József        |

## Fogadtatás
A bemutatója után Vincent Canby, a The New York Times filmkritikusa a filmet röviden úgy jellemezte, mint „hosszú, idióta bosszú, western környezetben. Michael Winner rendező szépen fényképezhető helyszíneket talált Almeriában (Spanyolország). Szinte mindenki golyó vagy kés által hal meg, egyikük csörgőkígyót kap a nyakába Chatotól.”
A TV Guide hasonlóképpen vélekedik: „Nagyszerű szereposztás, amit elvesztegetnek egy véres, átlag alatti, túl hosszú filmre. Akár némafilm is lehetne, az jobban illene Bronson keveset beszélő tipikus figurájához (ebben a filmben az is inkább csak morgás)”
A Film4 frissebb kritikája pozitívabban értékeli a filmet „...bár nem mestermunka, de hatásos, gyakran zavarba ejtő darab. Durva, cinikus western, jó rendezés, Charles Bronson és az üldözők letisztult alakítása. Michael Winner minőségi filmje.”

## Politikai értelmezése
Graeme Clark filmkritikus rámutat, hogy „a film bemutatásának idején (1972) gyakori beszédtéma volt az Egyesült Államok háborúja Vietnám ellen, és sokak szerint ennek a filmnek is van ilyen értelmezése, bár lehet, hogy a filmkészítők nem gondoltak erre. A séma azonos: fehér emberek bevonulnak olyan idegen területre, ahol lövik őket, majd megszégyenülnek. Abban az időben még nem volt világos, hogy Amerika elvesztette a vietnámi háborút.”
A Film4 szerint: „Az üldöző csapat kegyetlenségét jól ábrázolják a tehetséges szereplők, Jack Palance és Simon Oakland vezetésével. Néhány cselekedetük, például az indián tábor felgyújtása vagy Chato feleségének megerőszakolása bizonyára feltűnő párhuzamot mutatott a vietnámi háborúban történt dolgokkal a kortárs amerikai nézők számára.”

## Érdekesség
- A filmet nem az Egyesült Államokban, hanem Spanyolországban forgatták.
- Ez volt Michael Winner és Charles Bronson hat közös filmje közül az első.

## Megjelenése lemezen
A Chato földje DVD-n 2001. szeptember 4-én jelent meg az első régióban, és 2004-ben a második régió számára.
Magyarországi megjelenése: 2009. 11. 04.

## Zenei anyag
A film zenei CD-je 2008. január 15-én jelent meg az Intrada Records-nál (Intrada Special Collection Vol. 58).

### A számok listája
- 1. Titles – 4:41
- 2. Peeping Tom In The Bushes – 0:44
- 3. Mind Your Ma; Whiskey And Hot Sun – 1:29
- 4. Coop Falls – 1:24
- 5. Pain In The Water Bags; Burning Rancheros – 1 & 2 	4:47
- 6. Peeping Tom On The Ridge; First Stampede – 3:04
- 7. Indian Convention – 1:35
- 8. The Snake Bite – 1:21
- 9. Chato Comes Home – 1:52
- 10. Indian Rodeo; Chato Bags Horse – 2:21
- 11. Junior Blows The Whistle – 0:42
- 12. Fire And Stampede; Joan Of Arc At Stake – 3:54
- 13. Mr. & Mrs. Chato Split; Massas In The Cold Cold Ground – 1:26
- 14. Hot Pants – 2:46
- 15. Rainbow On The Range – 0:58
- 16. Ride Like Hell – 0:50
- 17. Big Stare Job; Here-There-Everywhere – 2:19
- 18. Attack In Gorge – 1:53
- 19. One Big Pain In The Neck – 2:35
- 20. Lansing Scalped -	1:46
- 21. Elias Gets The Snake; Malechie Gets Shot; Finis – 5:06

## Fordítás
Ez a szócikk részben vagy egészben  a   Chato's Land című angol Wikipédia-szócikk fordításán alapul.  Az eredeti cikk szerkesztőit annak laptörténete sorolja fel. Ez a jelzés csupán a megfogalmazás eredetét és a szerzői jogokat jelzi, nem szolgál a cikkben szereplő információk forrásmegjelöléseként.